# Frank Manley
Frank Manley (* 13. November 1930 in Scranton/Pennsylvania; † 11. November 2009 in Atlanta) war ein US-amerikanischer Hochschullehrer, Lyriker, Dramatiker und Erzähler.

## Leben
Manley besuchte die Maristenschule in Atlanta und studierte dann an der Emory University (Bachelor 1952, Master 1953). Nach dem Dienst in der US Army von 1952 bis 1955 setzte er sein Studium an der Johns Hopkins University fort, wo er 1959 zum Doctor of Philosophy promoviert wurde. Von 1959 bis 1964 unterrichtete er Englisch an der Yale University. Nachdem er 1963 eine kritische Ausgabe von John Donnes The Anniversaries veröffentlicht hatte, kehrte er an die Emory University zurück, wo er bis zu seiner Emeritierung 2000 unterrichtete, zunächst als Associate Professor für englische Literatur, ab 1982 als Inhaber der Charles-Howard-Candler-Professur für Renaissanceliteratur. 1990 gründete er ein Programm für kreatives Schreiben, das er bis zu seiner Emeritierung leitete. Mit Vincent Murphy gründete er in den 1990er Jahren außerdem das Autorenzentrum des Hochschultheaters.
In den 1960er und 1970er Jahren begann Manley Gedichte zu schreiben, die er 1980 in dem Buch Resultances veröffentlichte. Der Emory-Professor Floyd Watkins publizierte 1985 unter dem Titel Some Poems and Some Talk about Poetry eine Besprechung dieser Gedichte in Buchumfang. Später verfasste Manley auch Theaterstücke (u. a. Two Masters, 1985, Prior Engagements, 1987, The Evidence, 1990, Married Life, 1996, Learning to Dance, 1998), die er teils auch als Erzählungen bearbeitete. 1989 erschienen Kurzgeschichten unter dem Titel Within the Ribbons, 2000 folgte Among Prisoners. Beide gewannen Preise der Georgia Writers Association. Sein Roman The Cockfighter (1998) wurde für die Bühne bearbeitet und verfilmt. Sündflut (übersetzt von Klaus Birkenhauer) wurde im Juni 1986 Hörspiel des Monats.

## Hörspiel in Deutschland
- 1986: Sündflut – Regie: Dieter Carls (Kriminalhörspiel – WDR)
  - Auszeichnung: Hörspiel des Monats Juni 1986